# Jebel Shams
Jebel Shams (en árabe:  جبل شمس; montaña del sol) es una montaña situada en el noreste del país asiático de Omán al norte de la ciudad de Al Hamra.
Es la montaña más alta del país, y forma parte de la sierra de Jebel Akhdar or Jabal Akhdar, que a su vez pertenece a la cordillera Al Hajar. Tiene una elevación de 3.018 m, una prominencia de 2.818 metros y un aislamiento topográfico de 522,43 kilómetros.
En el verano, la temperatura es de alrededor de 20 °C (68 °F) y en invierno desciende hasta justo por encima de 0 °C (32 °F).

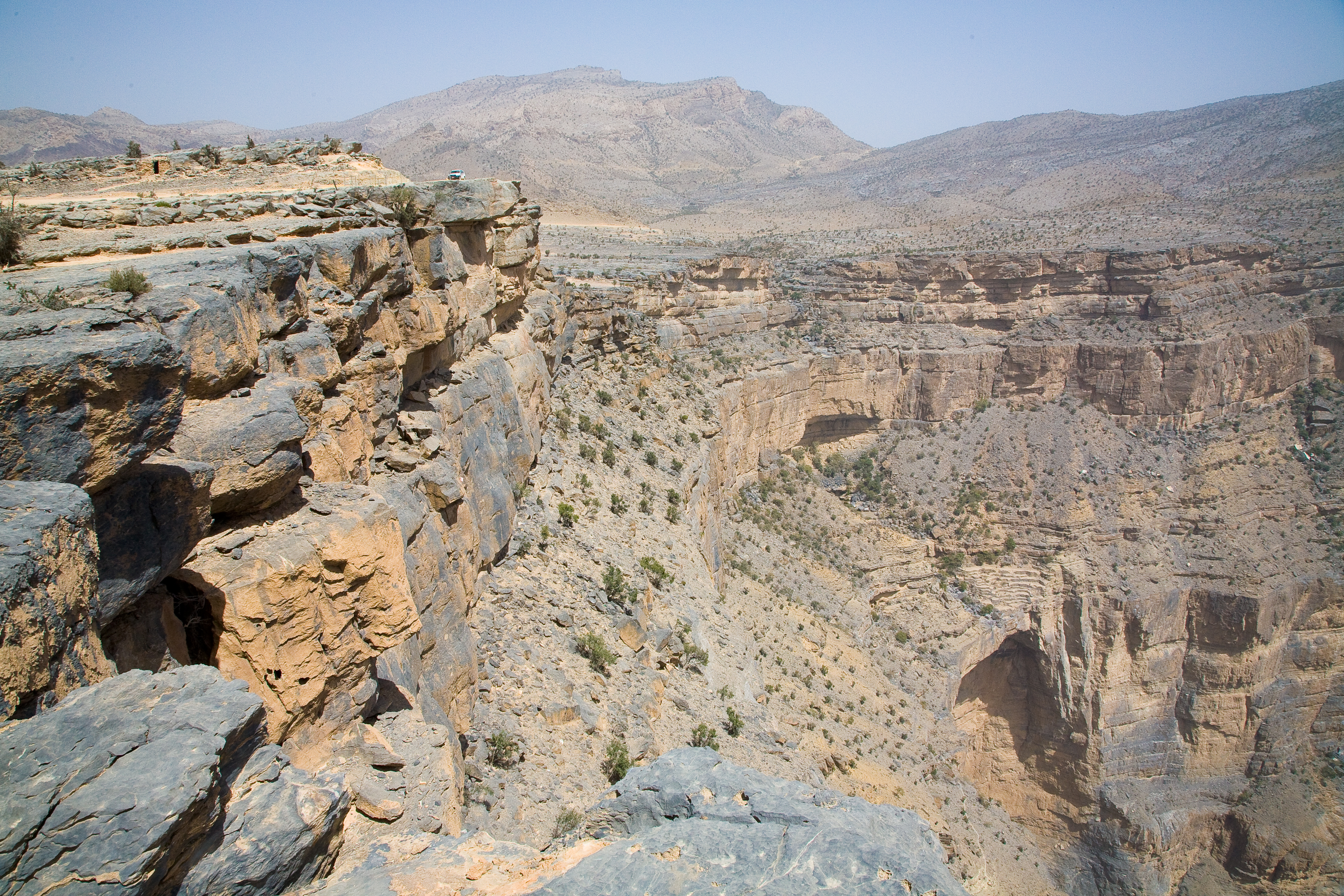
Jebel Shams. Omán

El punto más alto del Jebel Shams es la Cumbre Norte (3.018 m), que está ocupada por una base militar y es un área restringida, pero la montaña también tiene una segunda cumbre, la Cumbre Sur, con una elevación de 2.997 m, una prominencia de 167 metros, y un aislamiento topográfico de 3,42 kilómetros, a la que se puede acceder públicamente para practicar senderismo a través del sendero W4, señalizado por el Ministerio del Patrimonio y Turismo de Omán.

## Toponimia
Nombres alternativos:	Jabal ash Shām, Jabal Sham, Wishām, Jabal Shams, Jabal ash Sham, Wisham, جبل شمس 